# Pizza (disc jockey)
Pizza, pseudonimo di Graziano Damiano De Santis (Sava, 16 gennaio 1961), è un disc jockey e conduttore radiofonico italiano, attualmente co-conduttore del morning show Tutto esaurito in onda dal lunedì al sabato dalle 7:00 alle 10:00 su Radio 105.

## Biografia
Storica spalla in radio di Marco Galli, con lui ha condotto 105 Generation, 105 Happy Days, 105 Ambaradan ed attualmente Tutto esaurito, che nel maggio del 2009 è risultato essere il programma più ascoltato nel prime time, record assoluto per una emittente privata.
Nel 1996 si è aggiudicato, con il resto della squadra di 105 Happy Days, per tre volte di seguito il Telegatto per il miglior programma radiofonico, e, come promesso in precedenza da Marco Galli nel caso avesse vinto per la terza volta il Telegatto, ha partecipato all'Ambarathona, una maratona a piedi da Milano a Piacenza per beneficenza, che ha visto protagonista, oltre ai deejay del programma, diversi ascoltatori, il tutto in collegamento telefonico con la radio.
Ha inoltre recitato in un ruolo secondario nel film Senza filtro degli Articolo 31 e partecipato ad alcuni videoclip musicali. In televisione ha co-condotto con Marco Galli Essenziale su Italia 7.

## Radio
- 105 Generation (Radio 105)
- 105 Happy Days (Radio 105)
- 105 Ambaradan (Radio 105)
- Tutto esaurito (ottobre 2002 - in corso, Radio 105)
- 105 Music & Fun (Radio 105)

## Televisione
- Essenziale (Teleradiocity/Italia 7)[6]

## Film
- Senza filtro

## Videoclip musicali
- Articolo 31 - Fino in fondo (fatto con scene dal film Senza filtro)
- Mitch e Squalo - E vado al mare
- Mitch e Squalo - Boom Boom
- Mitch e Squalo - Parla sparla